# Original Fila Brasileiro
Original Fila Brasileiro (OFB), o Antiguo Mastín Brasileño, es una rara raza de perro de granja de Brasil. La raza consta del restante de los perros filas antiguos preservados en granjas en el interior de Brasil. El Original Fila Brasileiro está reconocido por el SOBRACI en Brasil, y a pesar del nombre similar, es una raza  aparte del moderno Fila Brasileiro.
El término "cão de fila" (equivalente a "perro de presa") históricamente ha sido utilizado como un adjetivo para perros en Portugal e Brasil. El verbo Filar significa "capturar fuertemente con los dientes".

## Historia

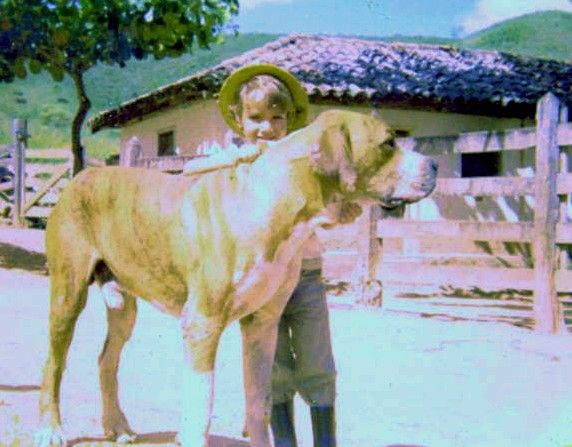
Original Fila Brasileiro en una granja en Brasil, años 1970

El experiente creador de perros e investigador Antônio Carlos Linhares Borges, estudió la raza Fila Brasileiro por 40 años utilizando se los trabajos de Antônio Roberto Nascimento, Paulo Santos Cruz, Procópio do Valle, y otros estudiosos. Borges se dio cuenta de que el original Fila estaba cercana a extinción con el resultado de prácticas de mestizaje que sujetó características de las razas extranjeras no relacionadas al perro brasileño antiguo. Concluya que  había una necesidad de preservar el perro antiguo que dio nacimiento al moderno Fila Brasileiro.

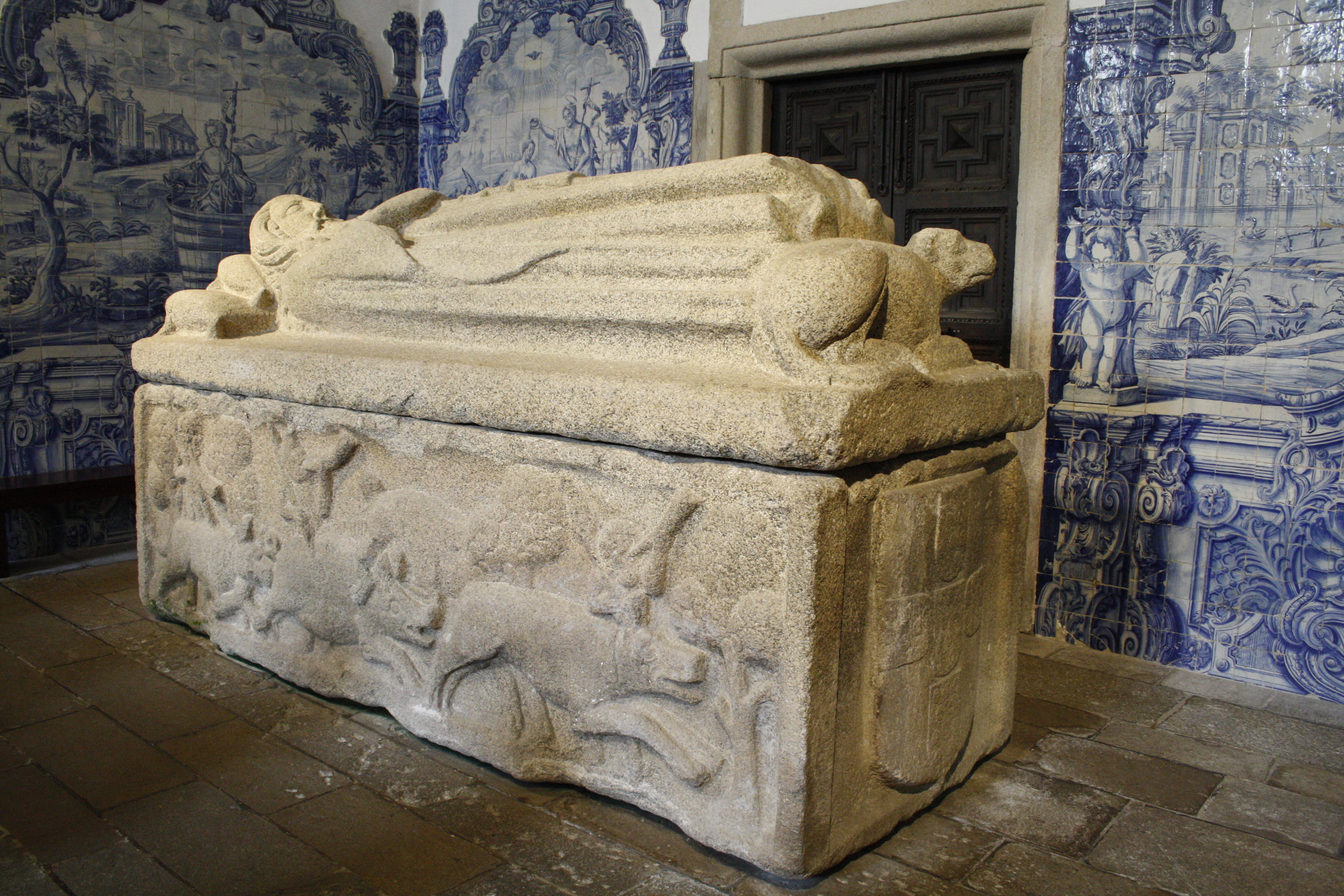
Tumba de Pedro Afonso de Portugal, conde de Barcelos. La tumba posee una escena de caza de jabalí con perros, posiblemente el extinto perro Alano portugués.

La morfología de los perros antiguos contradice una antigua teoría extendida sobre la base genética del Fila Brasileiro, el cual lo sugirió que la raza ha descendido de razas inglesas (Mastín inglés, Bloodhound y Antiguo Bulldog Inglés). Borges dice que esta creencia animó el mestizaje con estas razas extranjeras en los años 1970 y 1980, el cual menoscabó las características físicas y psicológicas que eran la esencia del original perro Fila. Borges declaró que el Fila Brasilero es de origen puramente ibérico, en particular del perro Alano portugués o ibérico y sus descendientes, perros molosos de Portugal y España, como el Mastín Español de trabajo, por ejemplo.
En 2018 Borges publicó el libro Fila Brasileiro - Preservação do Original, mostrando que los estudios comparativos, migratorios e históricos dan evidencia fuerte de que el origen probable de la raza es el extinto perro Alano portugués. Borges disecciona cada cual de las teorías de formación de la raza en ligeros de contexto histórico, incluyendo dibujos o fotos de perros del período y otros documentos históricos.
Borges estudió los orígenes probables del Fila brasilero bajo el guiaje de André Oliveira y Antônio Ferreira —  investigadores portugueses en la Universidad de Coímbra de Portugal — quién proporcionó materiales de estudio, incluyendo muchos documentos históricos y fotos de perros portugueses antiguos, entre ellos el perro Alano portugués de finales del siglo XIX y principios del siglo XX. El alano portugués (Alão português) es ahora extinto, pero las fotos antiguas muestran que lo y el Fila Brasileiro (excepto el moderno Fila Brasileir del estándar FCI) son muy similares. El alano portugués en parte grande y el Mastín de Tras os Montes en parte más pequeña, son probablemente la base del Fila brasilero, con algunas cruces puntuales posibles con otros tipos de perros portugueses. Para Borges, entendiendo el origen cierto del Fila Brasileiro y preservando las características originales que hizo el Fila un perro de la excelencia por siglos dirigió al deseo de mantener la genética del alano portugués vivo en Brasil.

## Trabajo de restauración

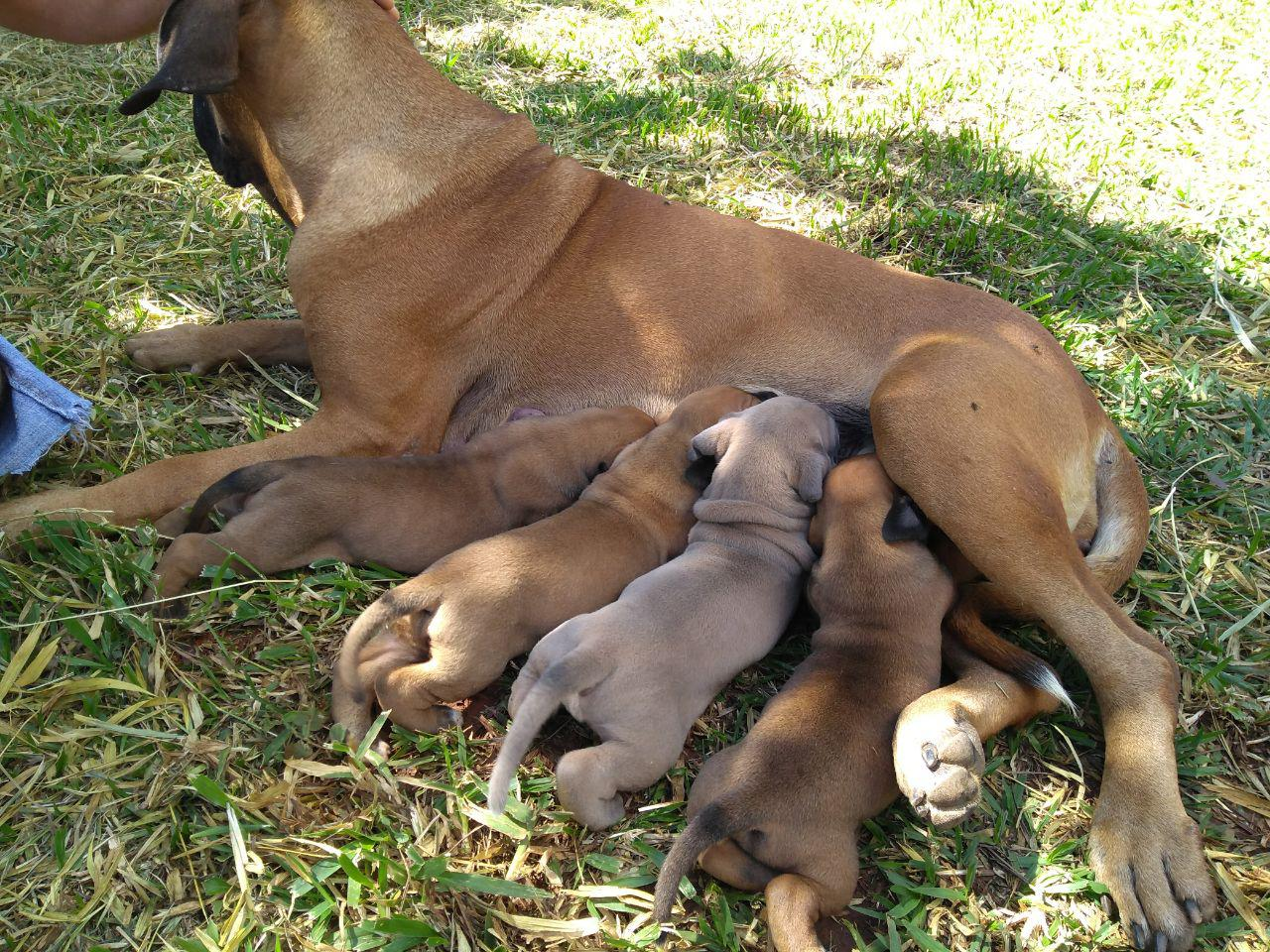
Camada de Original Fila Brasileiro

La búsqueda y rescate de los últimos especímenes que todavía corresponden a la morfología de los perros de granja de los años 1960 y 1970 sigue en progreso. Fuera de la creación de perros oficial, muchos especímenes extremadamente rústicos son todavía encontrados, siendo útil en granjas, fuera de contactos con razas extranjeras, y seleccionados en la granja por muchas generaciones. Los especímenes encontrados están siendo evaluados a través de anatomía y temperamento, y si aprobados entonces  son catalogados, recibiendo el registro por el SOBRACI. El estándar oficial adoptado se basa en el estándar original de 1946, el primero hecho.
El Núcleo de Preservación del Original Fila Brasileiro (Núcleo OFB) fue fundado recientemente y es presidido por Antônio Carlos Linhares Borges. A través del Núcleo OFB allí es la distribución de perros a unidades regionales de todo Brasil para preservación controlada de la raza. El perro "ideal" está basado en el estándar idealizado por Paulo Santos Cruz, Erwin Waldemar Rathsam y João Ebner en 1946. El Núcleo OFB activamente está produciendo correos educativos en plataformas y redes sociales como Facebook y YouTube.

## Temperamento

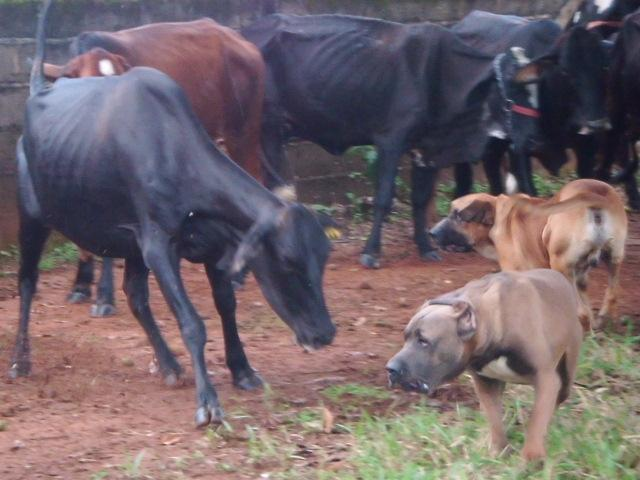
Dos perros Original Fila Brasileiro con el ganado.

El temperamento del perro Fila Brasileiro moderno es motivo de polémica. Por un lado, los creadores de estos perros modernos se enorgullecen de la "ojeriza" (aversión extrema a los extraños) de los mismos, por otro lado otros estudiosos de comportamiento canino ven la "ojeriza" de los perros modernos como un sinónimo de miedo.
El Original Fila Brasileiro por otro lado, es hasta ahora seleccionado en el medio rural en el día a día de las granjas, trabajando con el ganado y protegiendo la propiedad. Con el trabajo de rescate actual — del que hay expertos en comportamiento canino adeptos al proyecto — el temperamento original de un perro valiente, inteligente, autoconfiante y averso a los extraños (con la auténtica ojeriza de los perros antiguos) está siendo priorizado así como también el uso de adiestramiento, aún inédito en la raza.

## Original Fila Brasileiro versus Fila Brasileiro moderno

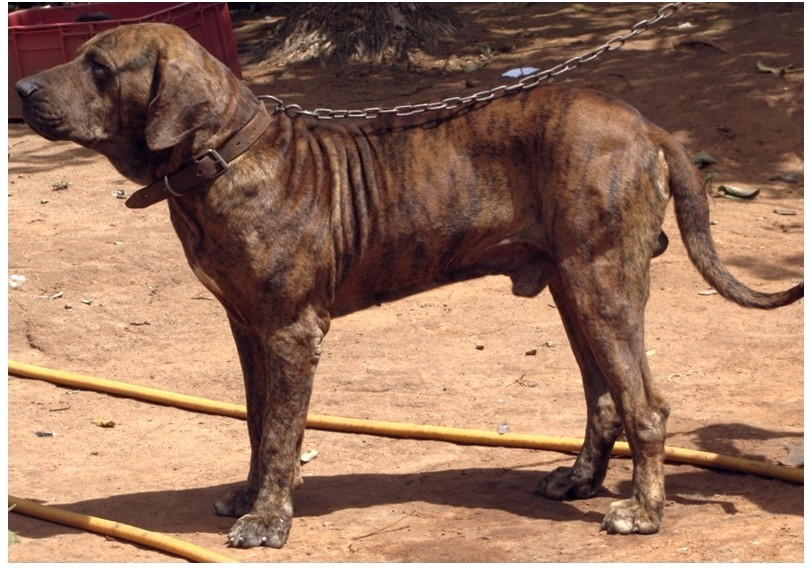
Original Fila Brasileiro
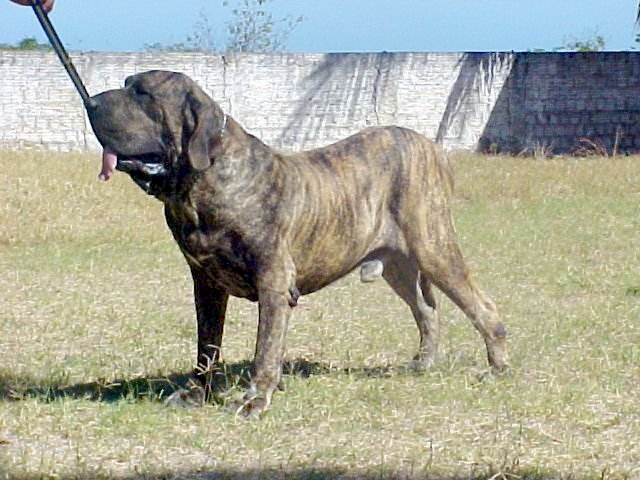
Fila brasileiro moderno
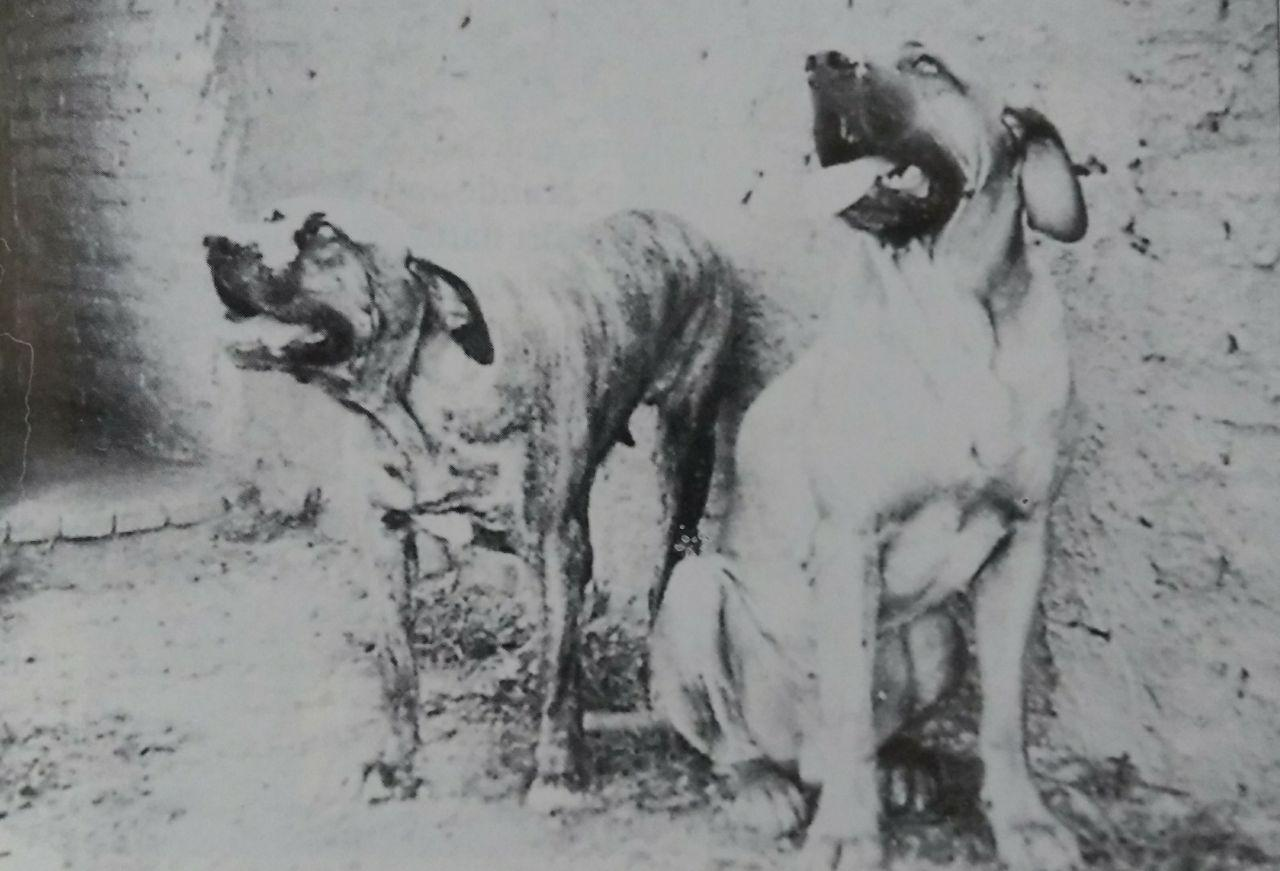
Original Fila Brasileiro
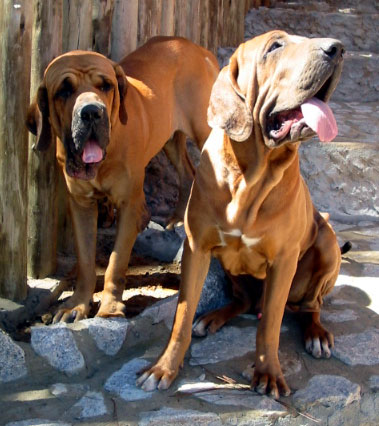
Fila Brasileiro moderno

## Galería

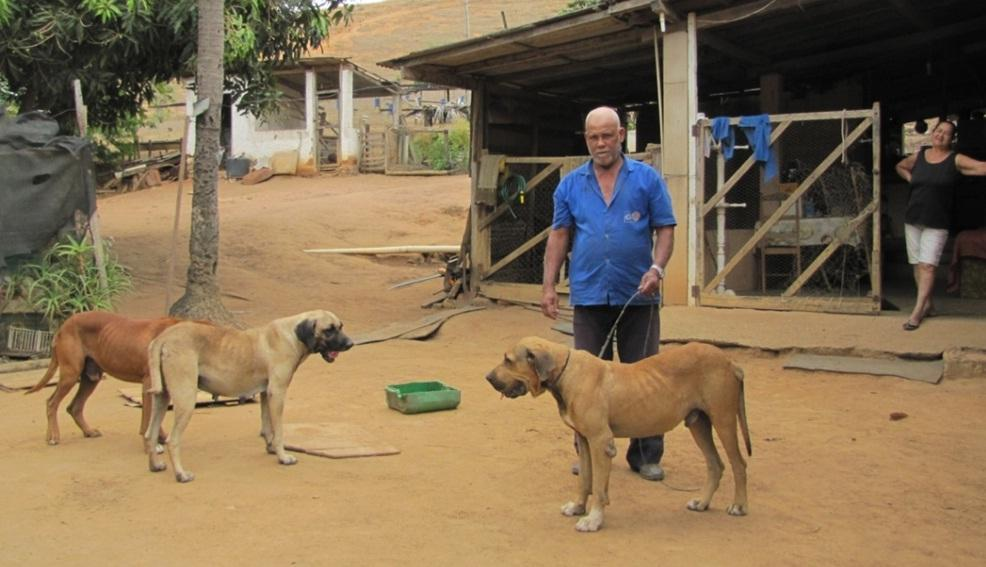
Original fila brasileiro
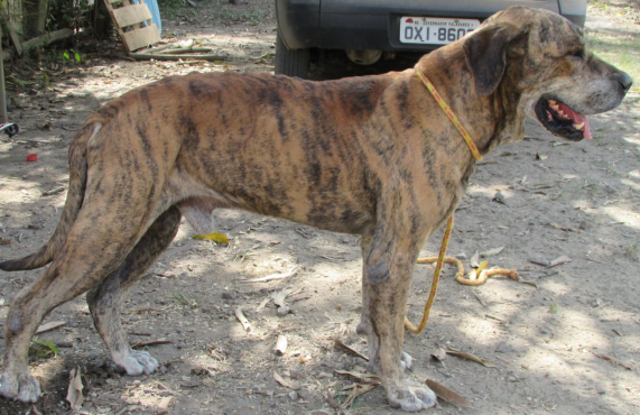
Original fila brasileño
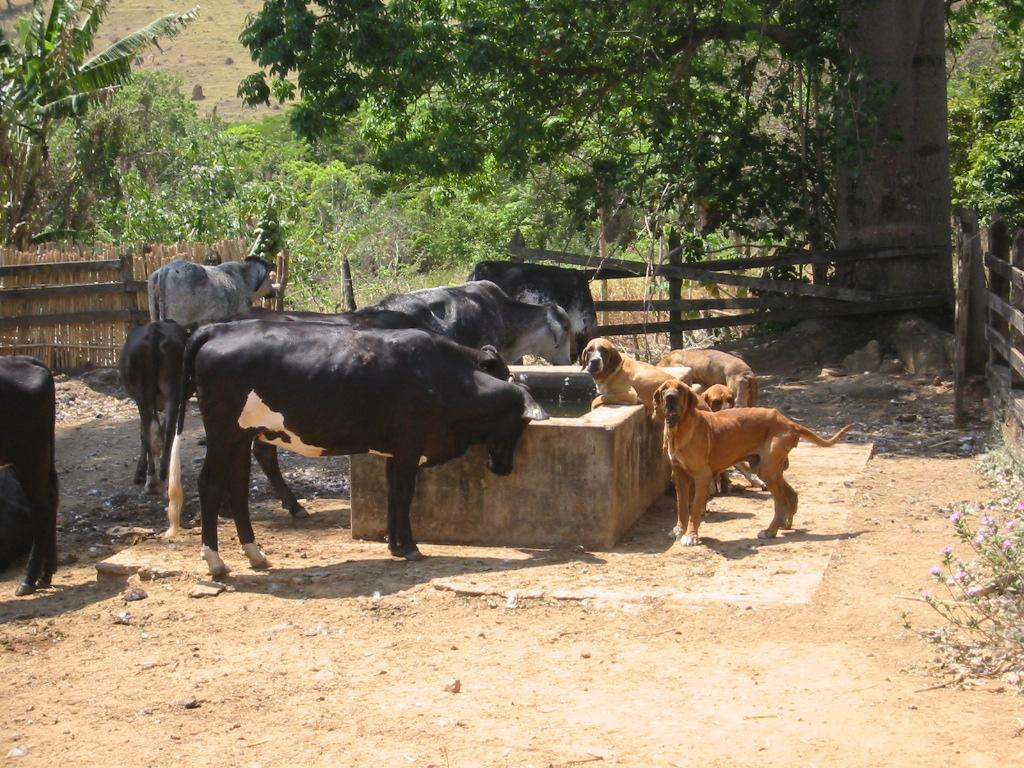
Original fila brasileño
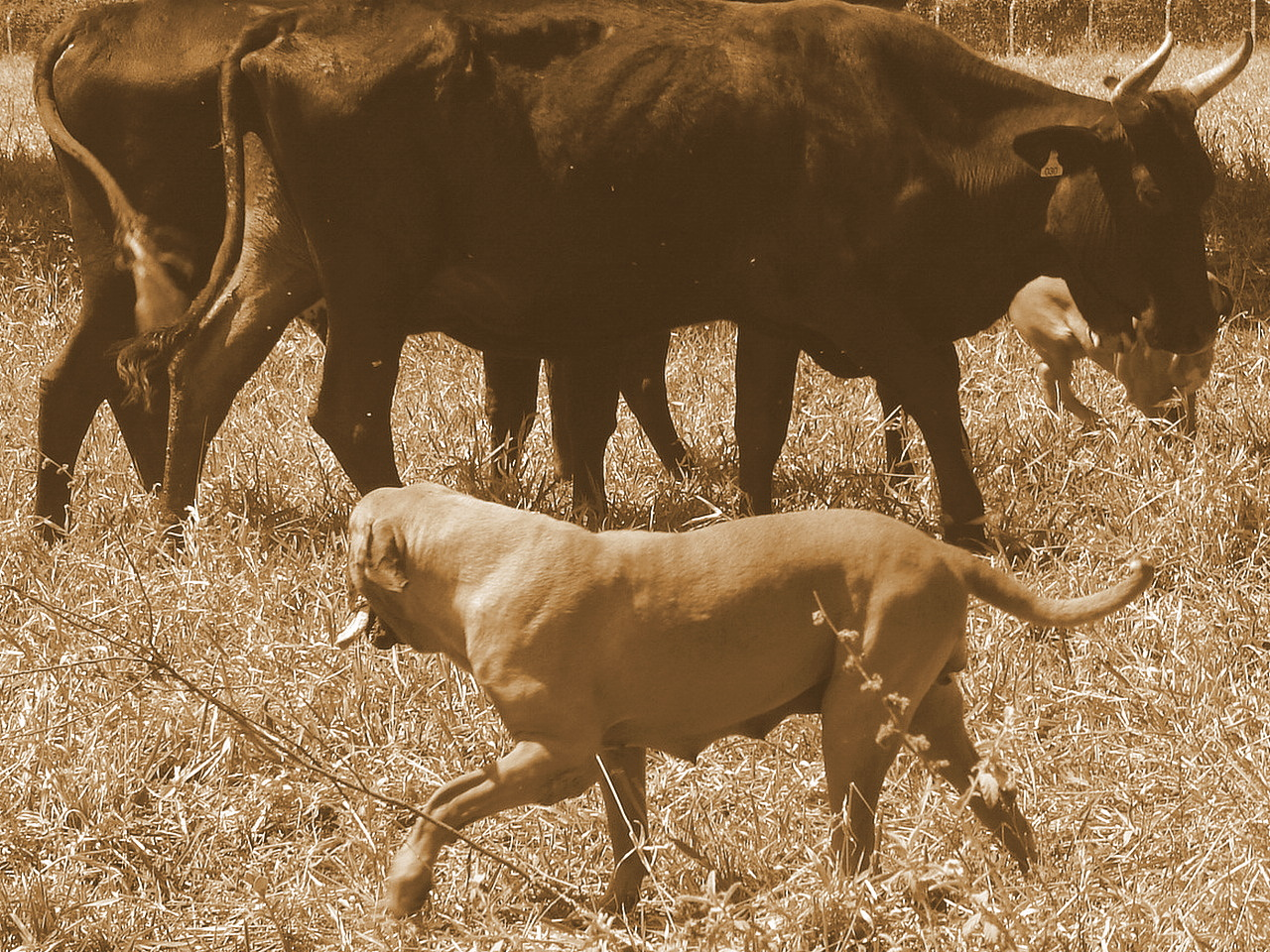
Original fila brasileño
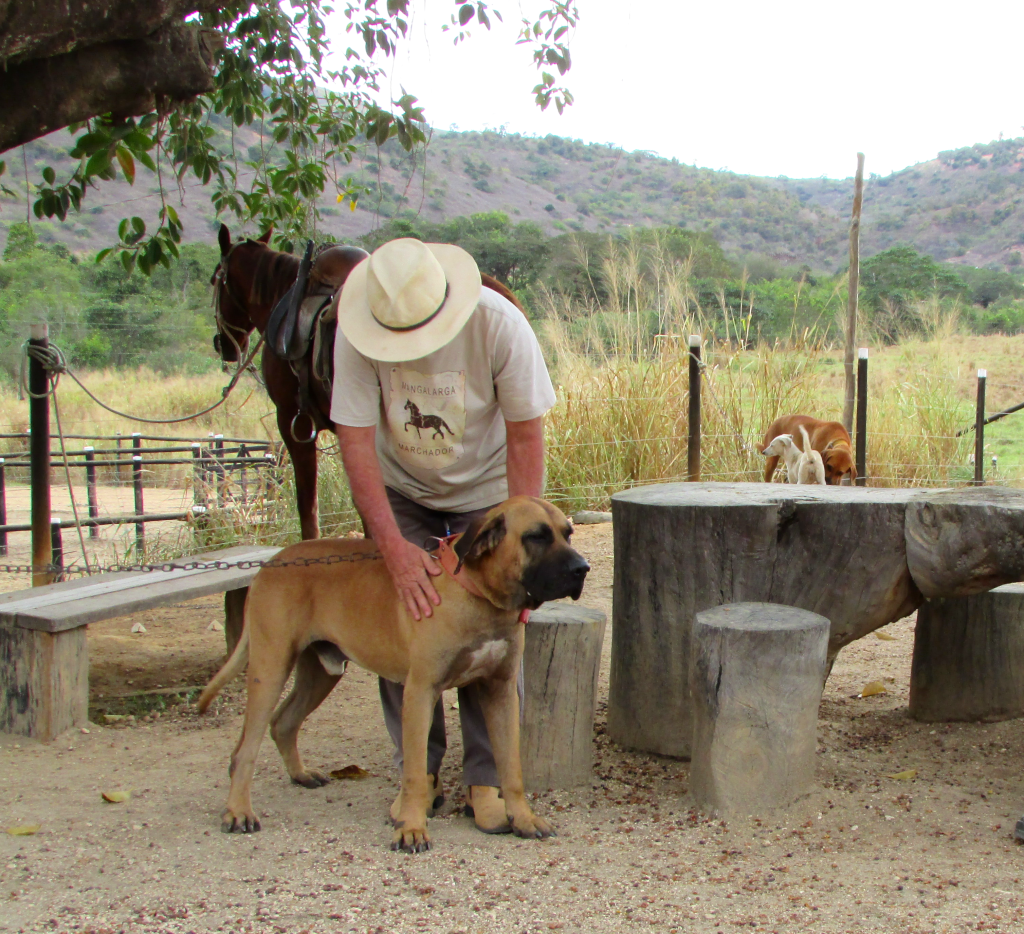
Original fila brasileño
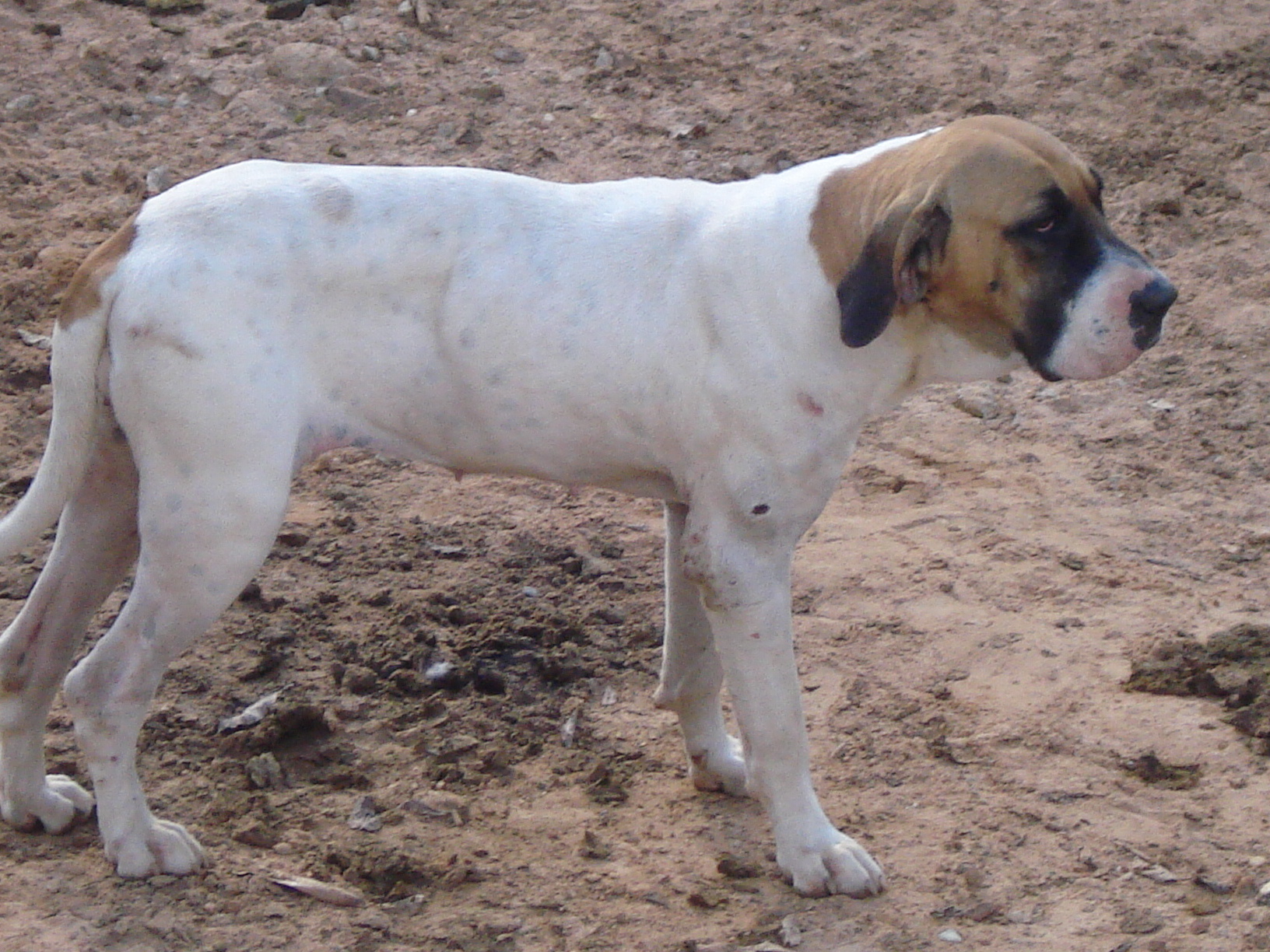
Original fila brasileño
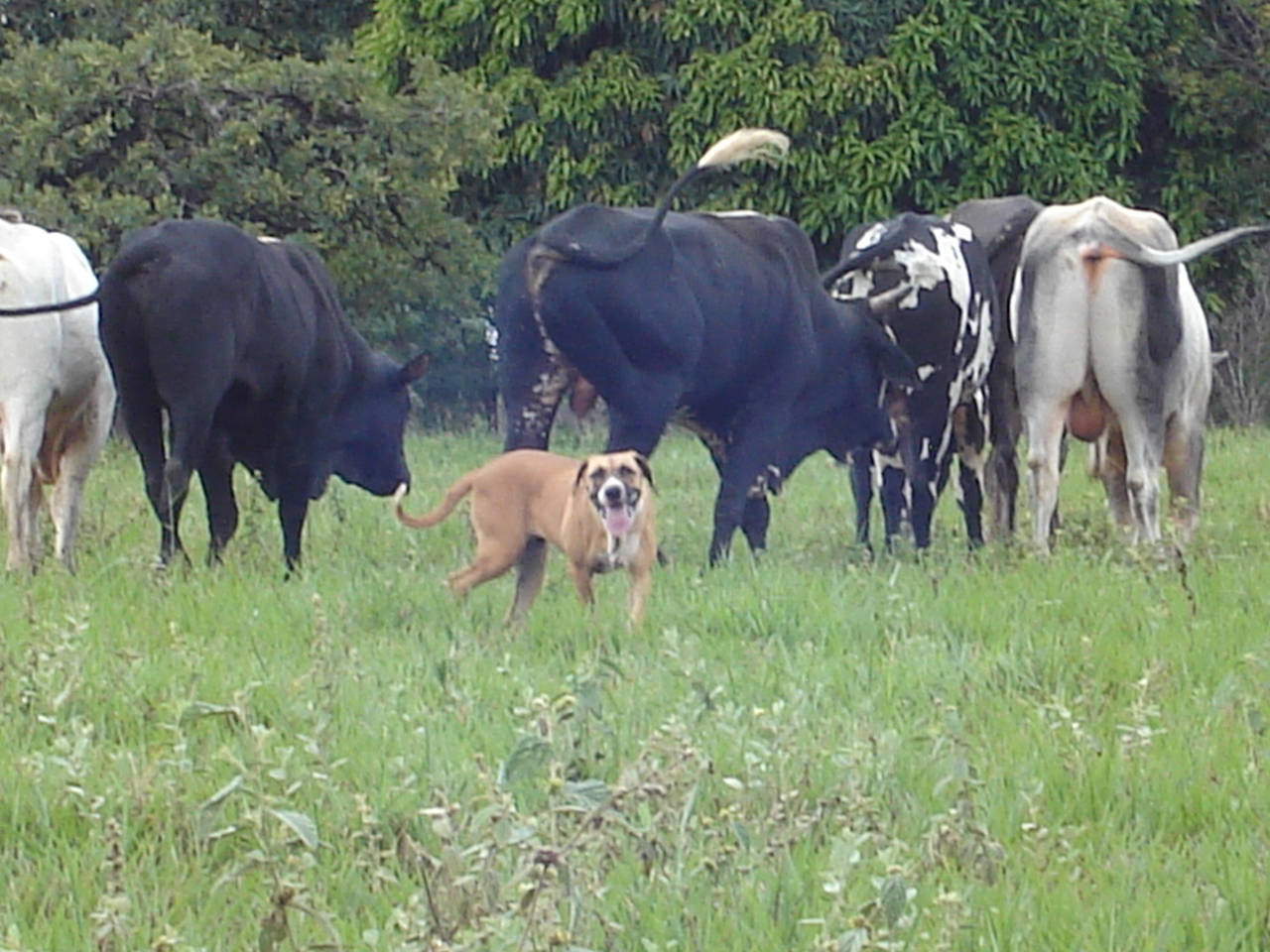
Original fila brasileiro
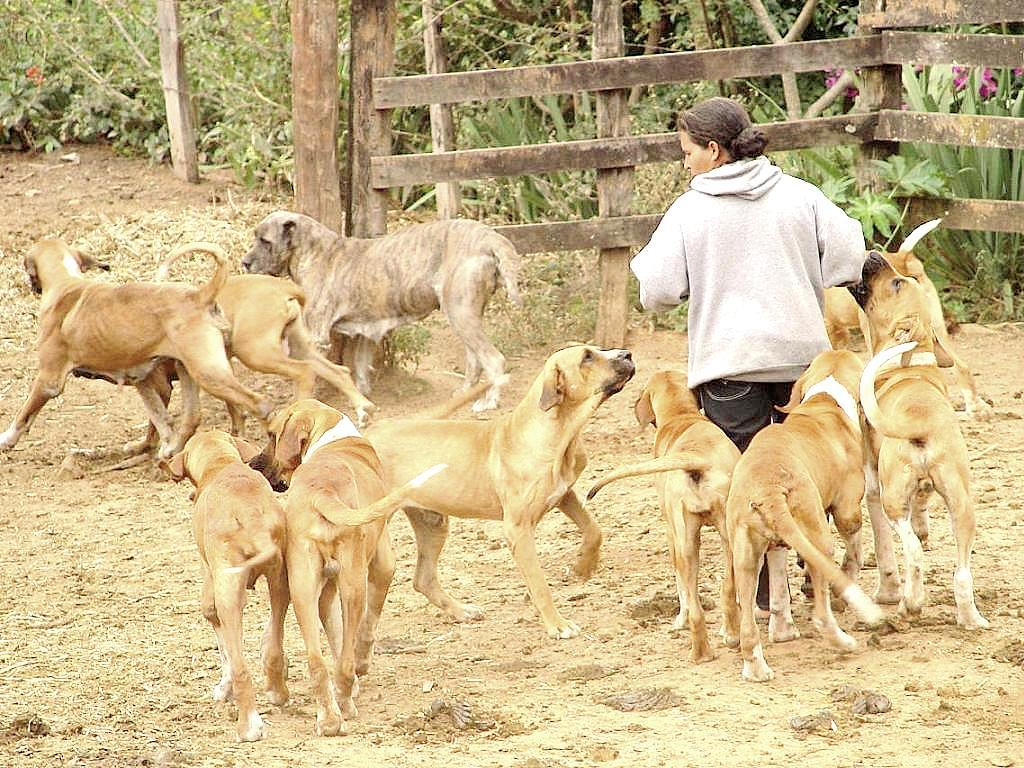
Original fila brasileño